# Ecuación de Allen-Cahn
La ecuación de Allen-Cahn, por John W. Cahn y Sam Allen, es una ecuación de reacción-difusión de física matemática que describe el proceso de separación de fases en sistemas de aleaciones de varios componentes, incluidas las transiciones de orden-desorden.
La ecuación describe la evolución temporal de una variable de estado escalar-valorada {\displaystyle \eta }  en un dominio {\displaystyle \Omega }  durante un intervalo de tiempo {\displaystyle {\mathcal {T}}}, y está dado por:
| Ecuación | En                                                            |
| --- | ------------------------------------------------------------- |
| {\displaystyle {{\partial \eta } \over {\partial t}}=M_{\eta }[\operatorname {div} (\varepsilon _{\eta }^{2}\nabla \,\eta )-f'(\eta )]} | {\displaystyle \Omega \times {\mathcal {T}}}                  |
| {\displaystyle \eta ={\bar {\eta }}} | {\displaystyle \partial _{\eta }\Omega \times {\mathcal {T}}} |
| {\displaystyle -(\varepsilon _{\eta }^{2}\nabla \,\eta )\cdot m=q}                                                                      | {\displaystyle \partial _{q}\Omega \times {\mathcal {T}}}     |
| {\displaystyle \eta =\eta _{o}} | {\displaystyle \Omega \times \{0\}}                           |

| Símbolo                        | Nombre                                                                                           |
| ------------------------------ | ------------------------------------------------------------------------------------------------ |
| {\displaystyle M_{\eta }}      | Movilidad                                                                                        |
| {\displaystyle f}              | Densidad de energía libre                                                                        |
| {\displaystyle {\bar {\eta }}} | Control de la variable de estado en la parte del límite {\displaystyle \partial _{\eta }\Omega } |
| {\displaystyle q}              | Control de fuente en {\displaystyle \partial _{q}\Omega }                                        |
| {\displaystyle \eta _{o}}      | Condición inicial                                                                                |
| {\displaystyle m}              | Normal al exterior {\displaystyle \partial \Omega }                                              |

es el flujo de gradiente L2 de la energía libre de  Ginzburg – Landau – Wilson funcional. Está estrechamente relacionado con la ecuación de Cahn-Hilliard. En una dimensión espacial, Xinfu Chen da una descripción muy detallada de un artículo.